# Tunnel Widderstall
Der Tunnel Widderstall ist ein 962 m (Streckenkilometer 61,225 bis 62,187) langer Eisenbahntunnel der Schnellfahrstrecke Wendlingen–Ulm. Er liegt im Bereich des Weilers Widderstall der baden-württembergischen Gemeinde Merklingen und trägt daher seinen Namen.
Der Tunnel wurde 2022 in Betrieb genommen.

## Lage und Verlauf
Das Bauwerk entstand parallel zur Bundesautobahn 8.
Das Westportal liegt bei Baukilometer 55,104, das Ostportal bei 56,023.
Die Trasse verläuft im Tunnel in Richtung Ostportal weitgehend in einer Geraden, die ab Kilometer 55,796 in eine 374 m lange Überhöhungsrampe für einen Bogen von 2948 m Radius übergeht. Die Gradiente fällt im Tunnel durchgehend mit einem Gefälle von 10,502 Promille zum Ostportal hin ab.
Im Tunnel beginnt Richtung Stuttgart der Notbremsüberbrückungsbereich für den bevorstehenden Albabstieg.

## Technische Ausführung
Der zweigleisige Tunnel erhielt im Querschnitt ein Maulprofil und
wurde in offener Bauweise errichtet. Die Überdeckung beträgt bis zu 10 m. Insgesamt sind 93 Ortbetonblöcke mit einer Regellänge von 10,00 m und zwei Portalblöcke von ca. 16,50 m entstanden. Als Teil des Rettungskonzeptes wurde zusätzlich ein Rettungsplatz von 1500 m² Grundfläche am Westportal des Tunnels errichtet.
Der Tunnel ist mit einer Tunnelsicherheitsbeleuchtung ausgerüstet, die in Handläufe integriert ist und bei Bedarf auch von Triebfahrzeugführern eingeschaltet werden kann. Rettungszeichen und Richtungspfeile zeigen den kürzesten Fluchtweg zu einem sicheren Bereich.

## Geschichte

### Planung
Das Bauwerk wurde 2008 mit einer Länge von 962 m planfestgestellt. Aufgrund einer Länge von weniger als 1000 m waren eine zweigleisige Röhre möglich und keine Notausgänge erforderlich.  
Bei Abschluss der Finanzierungsvereinbarung der Neubaustrecke wurde mit Rohbaukosten von rund 23,4 Millionen Euro je Kilometer für den Tunnel gerechnet.
Am Ostportal des Tunnels ist ein 40 m hoher Mast für GSM-R und öffentlichen Mobilfunk entstanden.
Im August 2020 wurde die Verschiebung einer als „Merklingen-Widderstall“ bezeichneten Überleitstelle in den westlich des Tunnels anschließenden Bereich planfestgestellt.

### Ausschreibung und Vergabe
Der Bauauftrag wurde am 7. Juli 2012 im Elektronischen Amtsblatt der Europäischen Union ausgeschrieben. Der zu vergebende Bauauftrag sollte am 15. November 2012 am 30. April 2016 abgeschlossen werden. Die Vergabe erfolgte in einem Verhandlungsverfahren, zu dem bis 23. Juli 2012 Teilnahmeanträge eingehen sollten. Der Auftrag über Ausführungsplanung und Bau des Tunnels wurde Anfang Dezember 2012 an eine Arbeitsgemeinschaft unter Führung von Wayss & Freytag vergeben. Das Auftragsvolumen umfasst rund 37 Millionen Euro.
Formal wurde die Vergabe am 23. Oktober 2014 bekanntgemacht. Auftragnehmer des Auftrags über 36.689.573 Euro (ohne Mehrwertsteuer) ist die Bietergemeinschaft Wayss & Freitag Ingenieurbau AG/HOCHTIEF Solutions AG/ALPINE Bau Deutschland AG.
Die Gesamtkosten des Bauwerks wurden Anfang September 2015 mit 48 Millionen Euro angegeben.

### Bau
Im Februar 2013 wurde damit begonnen, das Baufeld von der Vegetation zu befreien, im Anschluss daran wurde im März 2013 die Baustelle eingerichtet. Die Hauptbaumaßnahme begann am 8. April 2013 mit dem vorübergehenden Rückbau eines über dem Tunnel liegenden Autobahnparkplatzes. Die Wiedereröffnung des Parkplatzes erfolgte 2016.
Im Februar 2015 waren rund 80 Prozent ausgehoben und etwa 140 m des Gewölbes fertig. Anfang September 2015 war die Hälfte der Blöcke des Tunnels hergestellt und die ersten Segmente überdeckt.
Laut Angaben der Deutschen Bahn seien beim Bau des Tunnels eine Reihe kleiner Karstlöcher gefunden worden, die einzeln erkundet und verfüllt hätten werden müssen. Mitte Mai 2015 wurde bekannt, dass im Bereich der südlichen Baugrubenböschung eine 15 Meter lange, 10 Meter breite und 12 Meter hohe Karsthöhle angeschnitten wurde. Die nicht mit anderen Höhlen verbundene Höhle wurde als „Trassenhöhle“ ins Höhlenkataster Schwäbische Alb eingetragen und mit Steinen, Geröll und Beton aufgefüllt. Es sei laut Bahnangaben der erste große Hohlraum im Bereich der Abschnitte Albhochfläche und Albabstieg gewesen.
Der gesamte Tunnel sollte im November 2015 fertiggestellt werden. Die Fertigstellung verzögerte sich aufgrund von Karstphänomenen. Das östliche Portal und damit der Tunnel im Rohbau wurde im August 2016 fertiggestellt. Im November 2017 wurde die Innenschale fertiggestellt.
Insgesamt sind 442.000 Kubikmeter ausgebrochen worden.

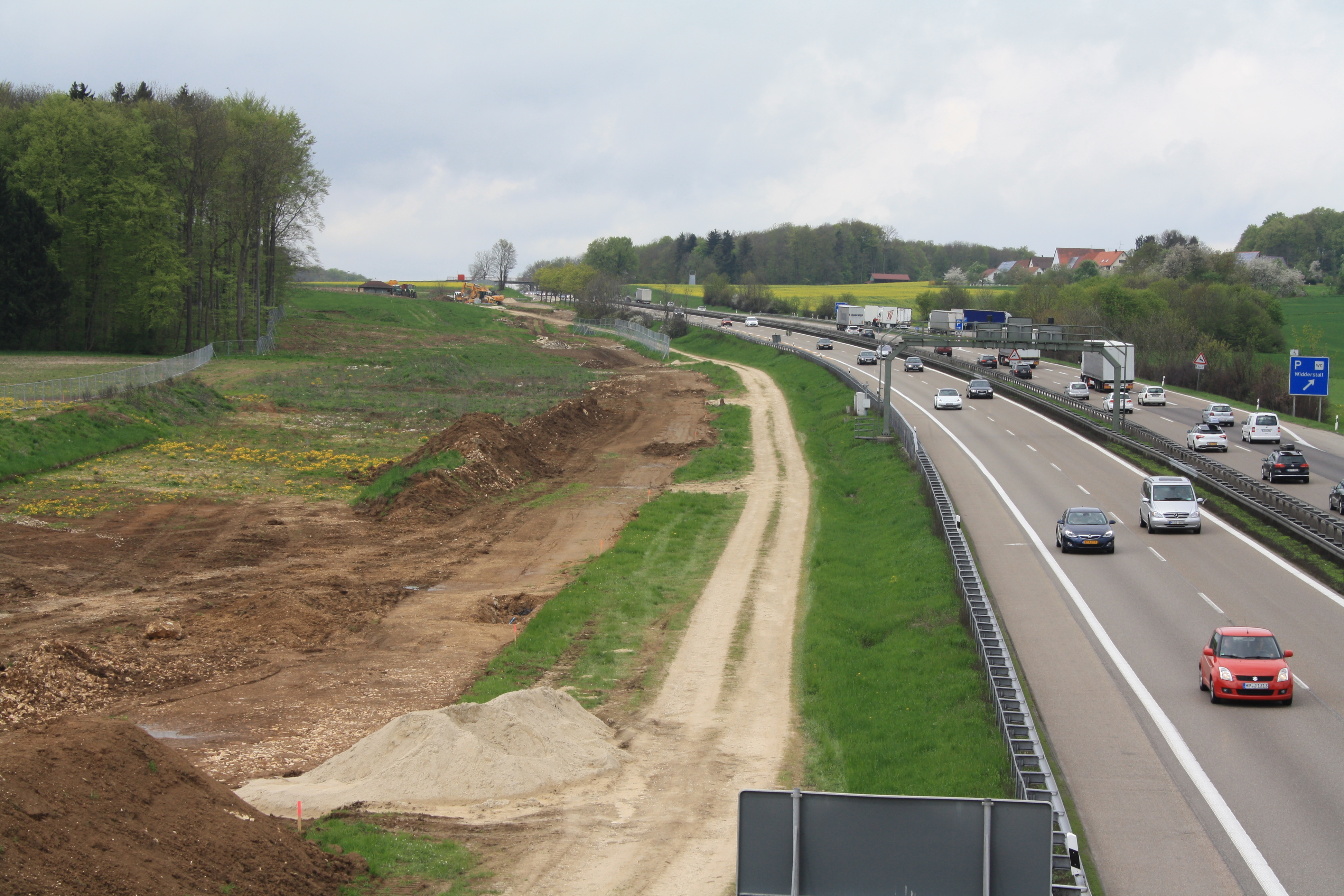
Erdarbeiten am zukünftigen Ostportal (Mai 2013)
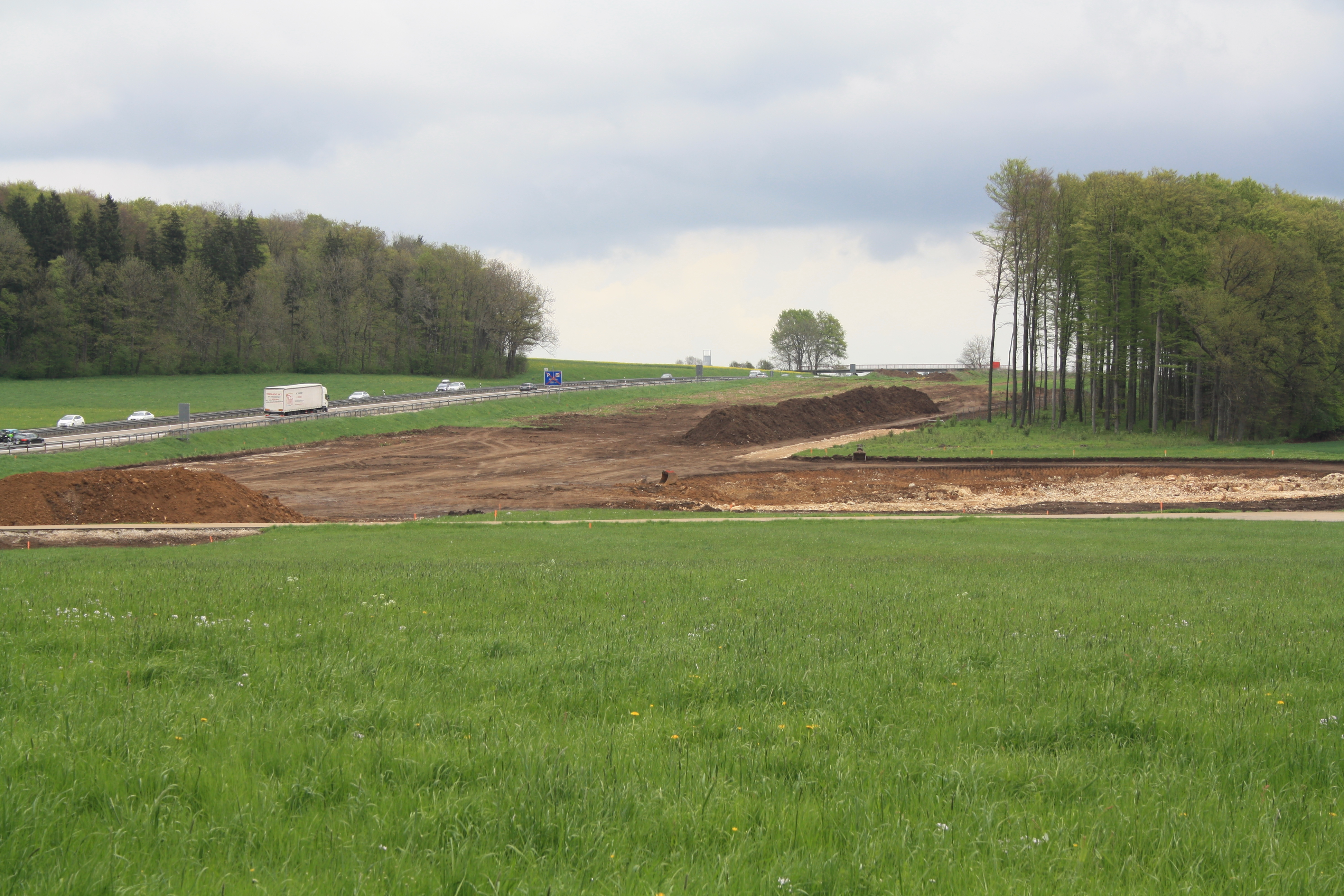
Erdarbeiten am zukünftigen Westportal (Mai 2013)
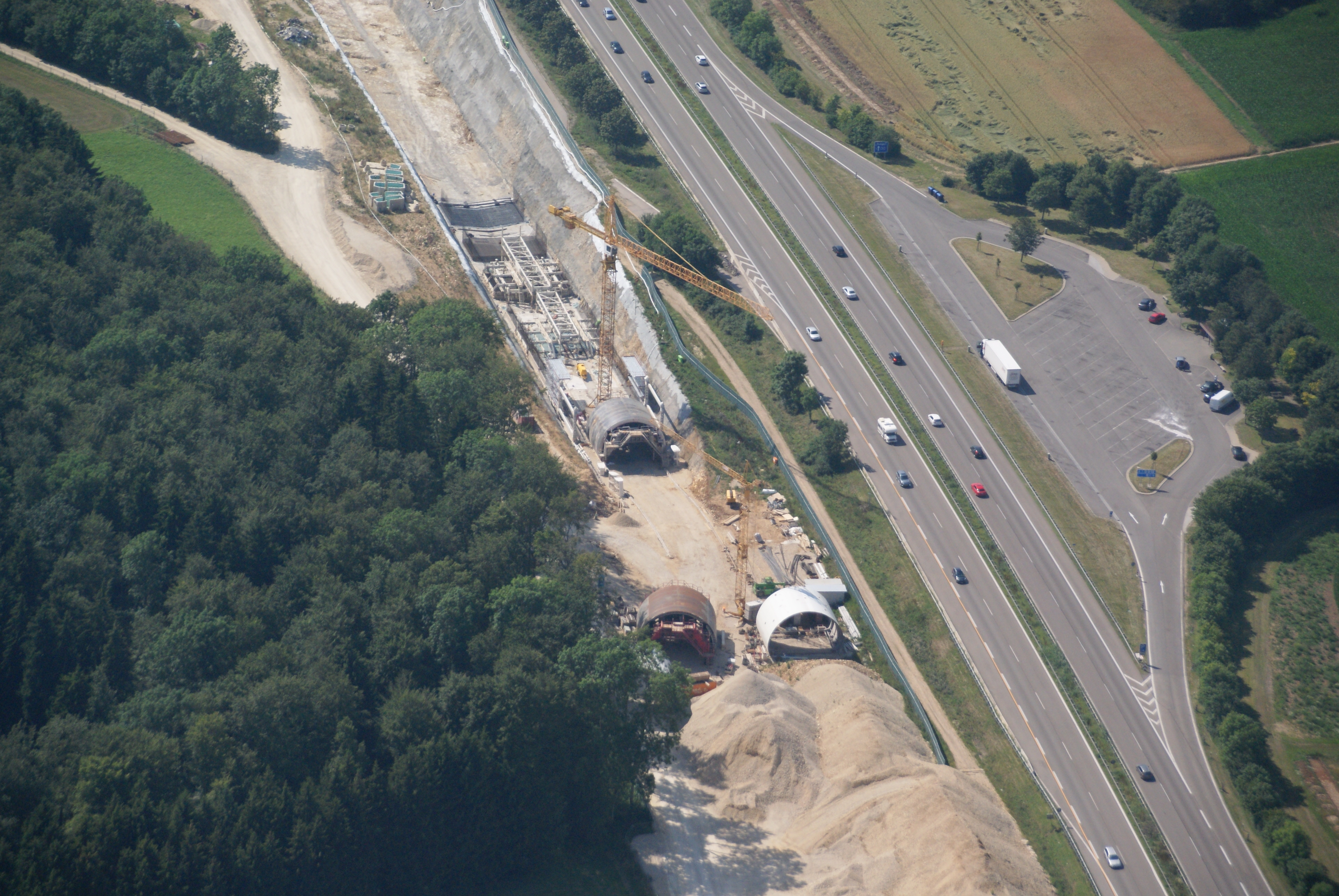
Baustelle im Juli 2014, zukünftiges Ostportal
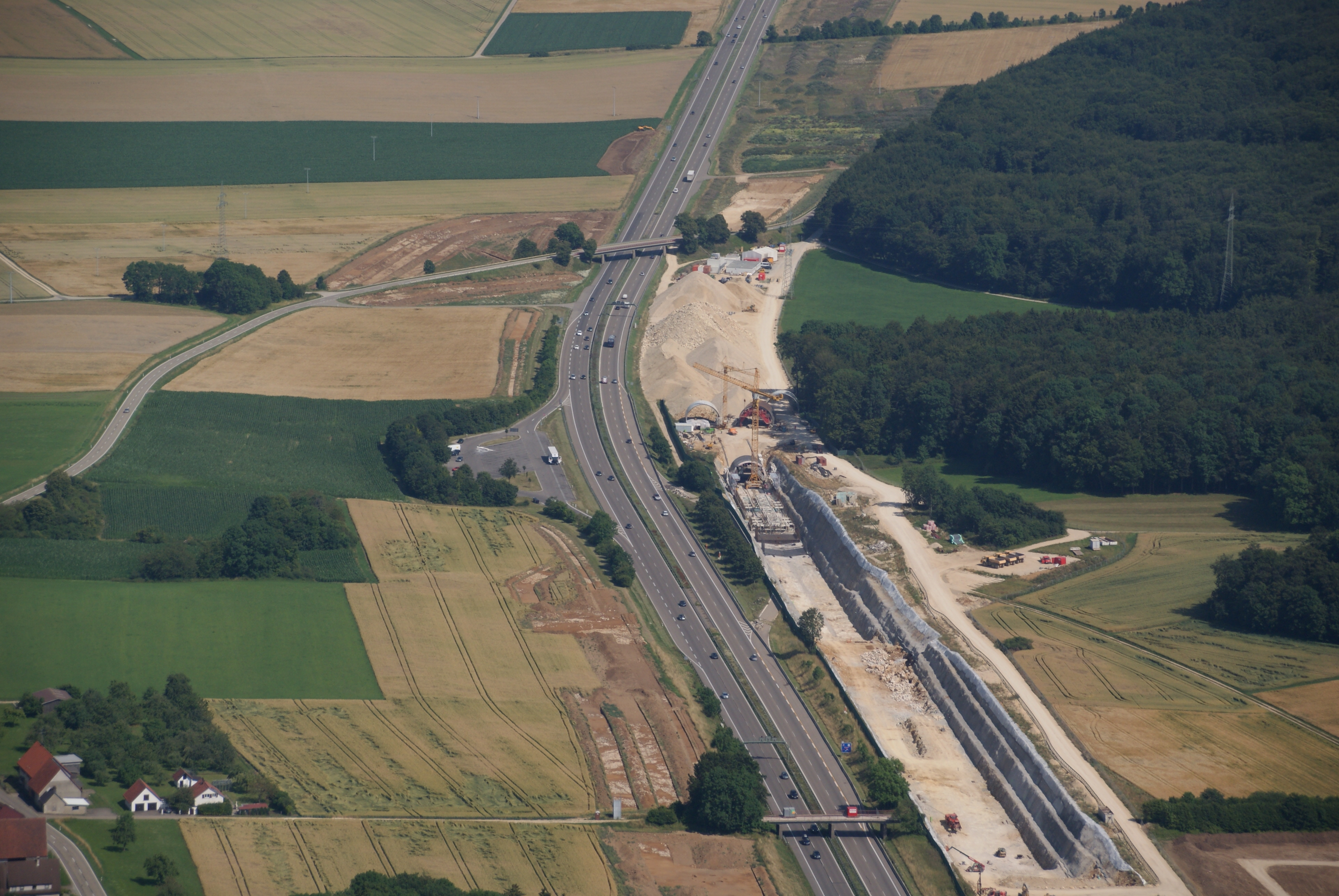
dito, von der Gegenrichtung
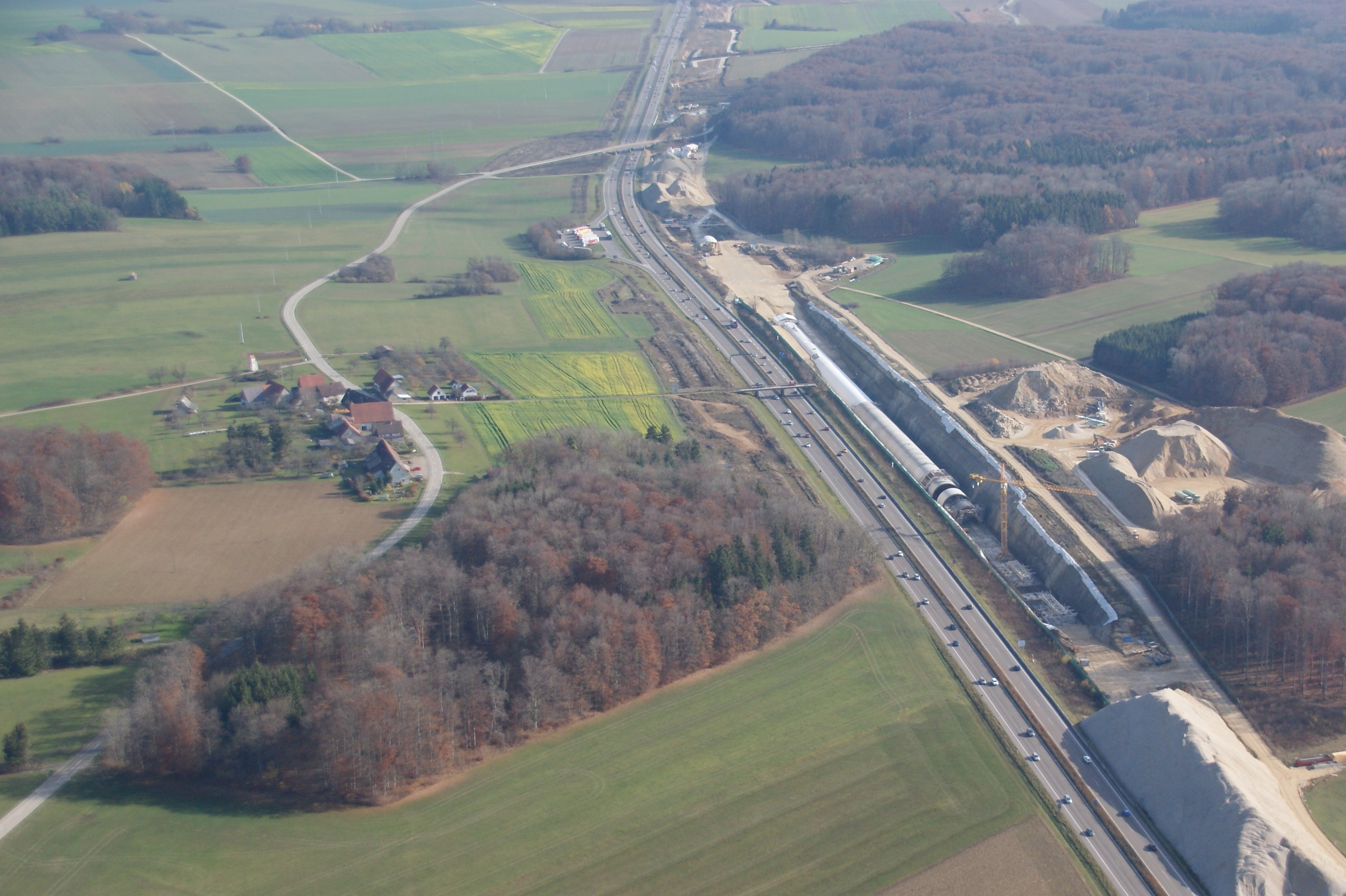
Luftbild November 2015, Tunnel teilweise aufgeschüttet, Blick nach Ost
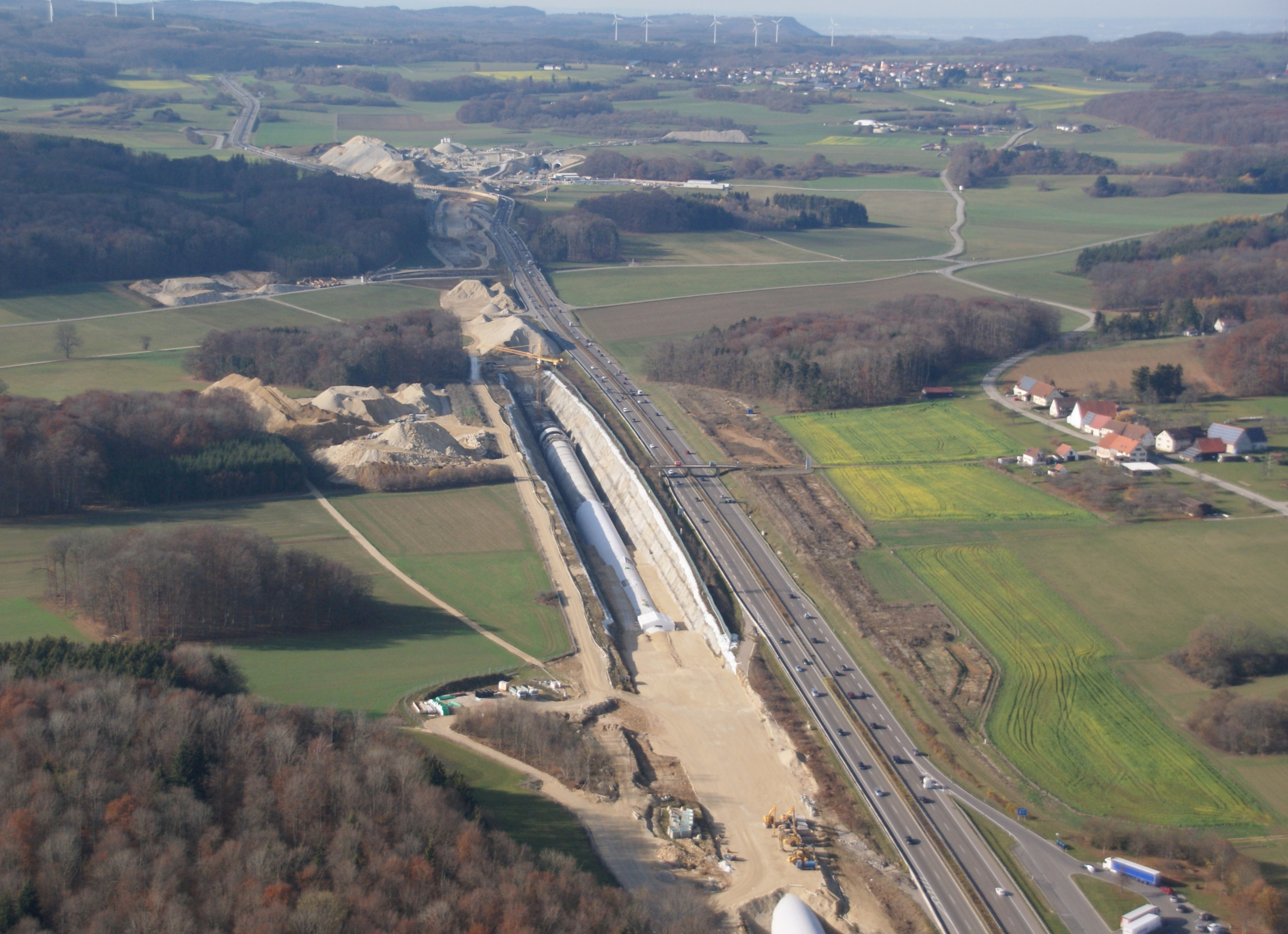
dito, Blick nach West